# مارتن هول
مارتن هول هو لاعب هوكي الجليد كندي، ولد في 12 فبراير 1985 في Saint-Hubert, Quebec ‏ في كندا.

## وصلات خارجية
- مارتن هول على موقع دوري الهوكي الوطني (الإنجليزية)
- مارتن هول على موقع EliteProspects.com (الإنجليزية)
- مارتن هول على موقع HockeyDB.com (الإنجليزية)
- مارتن هول على موقع Hockey-Reference.com (الإنجليزية)